# Minima concentrazione antibiotica
La minima concentrazione antibiotica o MAC (dall'acronimo in lingua inglese minimal antibiotic concentration) è un termine utilizzato in microbiologia per indicare la minima concentrazione di farmaco antibiotico in grado di ridurre la crescita batterica di 1 log (oltre il 90%) in una determinata quantità di tempo, comparata con una coltura batterica di controllo.
L'indice è stato proposto  per descrivere il comportamento dei batteri a basse concentrazioni di antibiotico, in contrasto con la concentrazione minima inibitoria (MIC) che ne studia gli effetti ad alte dosi. Può essere utilizzato anche nel rapporto MIC/MAC per valutare l'attività antibatterica a concentrazioni subminimali.
Tale indice non ha avuto tuttavia una grande diffusione, in quanto gli è preferito lo stesso MIC.